# Telnjaschka

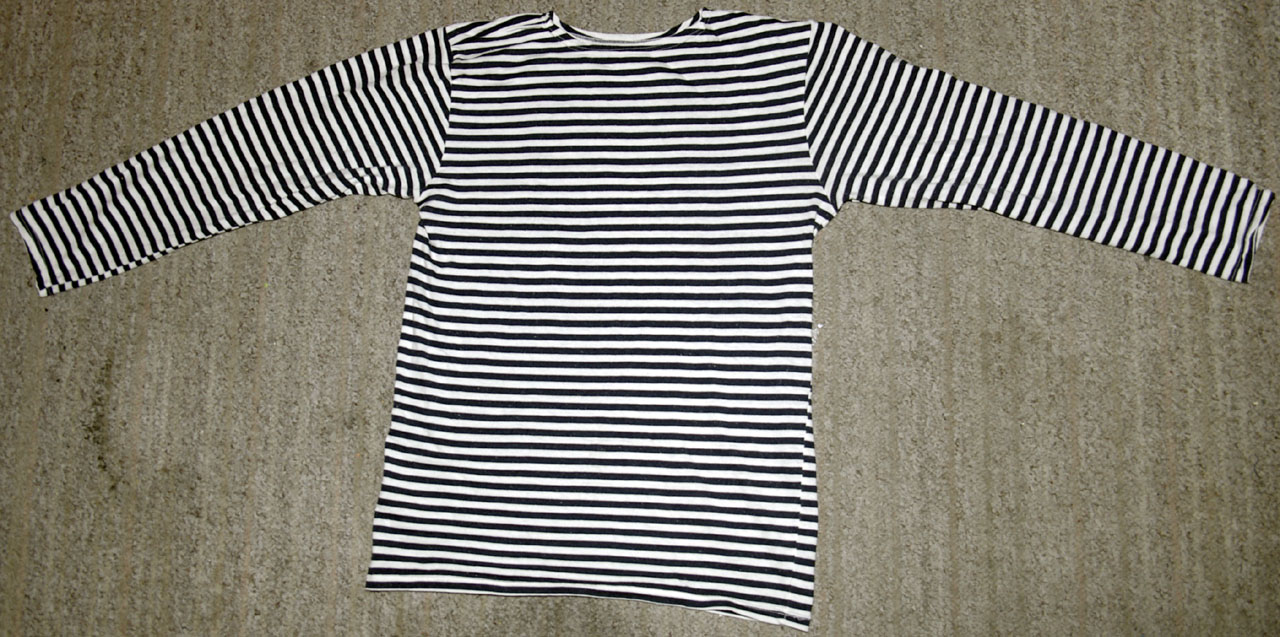
Telnjaschka

Telnjaschka (russisch тельняшка) ist das blau-weiß quergestreifte, baumwollene traditionelle Unterhemd der Matrosen der Ukrainischen Marine und Russischen Marine.
Die Telnjaschka wurde 1874 in der Kaiserlich-Russischen Marine eingeführt, später auch von der sowjetischen Marine genutzt und ist bis heute ein Bestandteil der Uniform russischer Seeleute, Fallschirmjäger und Marineinfanteristen.
Die Telnjaschka wird in verschiedenen Stoffdicken und Schnitten produziert. Die vierfach gestrickte wärmste Variante wurde als Unterzieher für Trockentauchanzüge entwickelt.
Weitere Farbvarianten wie Schwarz-Weiß sind gebräuchlich. Rot-Weiß wird von der Antiterroreinheit RADON und den Spezialeinheiten OMON und Speznas genutzt, Grün-Weiß ist bei den Grenztruppen Russlands üblich.  